# James Cardno
James Farquhar Cardno (ur. 25 maja 1912 we Fraserburgh, zm. 15 maja 1975 w Leeds) – brytyjski bobsleista, brązowy medalista igrzysk olimpijskich.

## Kariera
Największy sukces osiągnął w 1936 roku, kiedy reprezentacja Wielkiej Brytanii w składzie: Frederick McEvoy, James Cardno, Guy Dugdale i Charles Green wywalczyła brązowy medal w czwórkach na igrzyskach olimpijskich w Garmisch-Partenkirchen. Na tych samych igrzyskach w parze z McEvoyem zajął czwarte miejsce w dwójkach. Brytyjczycy przegrali walkę o podium z osadą USA (Gilbert Colgate i Richard Lawrence) o 6,29 sekundy. Były to jego jedyne starty olimpijskie i jedyny medal wywalczony na międzynarodowej imprezie tej rangi.